# Witold Mokiejewski
Witold Mokiejewski (* 1958 in Wrocław, Polen) ist ein ehemaliger polnischer Radrennfahrer.
Er war Olympiateilnehmer (für den Radsport) der Olympiade 1980 in Moskau.
Zitat von Witold Mokiejewski:
| Na wielu imprezach jest ciśnienie na wynik, za wszelką cenę. Tutaj natomiast czuć że bardziej chodzi o uczestnictwo, niż o przesadne ambicje | Bei vielen Veranstaltungen gibt es Druck auf die Leistung, um jeden Preis; hier jedoch das Gefühl, es geht mehr um die Teilnahme, als um übermäßigen Ehrgeiz. |

1981 wurde er polnischer Meister im Paar-Zeitfahren mit Jan Brzeźny als Partner. Ebenfalls 1981 gewann er die Meisterschaft in der Mannschaftsverfolgung auf der Bahn und startete bei den UCI-Straßen-Weltmeisterschaften im Mannschaftszeitfahren. 1978 und 1979 war er ebenfalls bei den Weltmeisterschaften dabei, er startete im polnischen Vierer in der Mannschaftsverfolgung. Nach Beendigung seiner Laufbahn studierte er Sport, später betrieb er ein Fahrradgeschäft in seiner Heimatstadt.

## Palmarès
| Jahr | Erfolg | Erfolg        | Rennen |
| ---- | ------ | ------------- | --- |
| 1975 | 2.     | 2.            | Weltmeisterschaft Junioren, Mannschaftszeitfahren (mit Piotr Dobraszak, Andrzej Piotrowski)                |
| 1976 | 3.     | 3.            | Weltmeisterschaft Junioren, Mannschaftszeitfahren (mit Bogdan Bezdzietny, Stefan Ciekanski, Andrzej Pajor) |
| 1980 | 2.     | 2.            | Nationalmeisterschaft Polen, Teamzeitfahren (mit Piotrkow Trybunalski)                                     |
| 1981 | 7.     | 7.            | Britannien-Rundfahrt                                                                                       |
| 1983 | 3.     | 1. Etappe     | Polen-Rundfahrt                                                                                            |
| 1983 | 2.     | 7. Etappe     | Polen-Rundfahrt                                                                                            |
| 1983 | 5.     | Gesamtwertung | Polen-Rundfahrt                                                                                            |
| 2009 | 6.     | 6.            | Paarzeitfahren Żmigród Mayor’s Cup (Gruppe männl. 1951–1960)                                               |